# Martinová
Martinová (hongrois : Nemesmartonfala) est un village de Slovaquie situé dans la région de Banská Bystrica.

## Histoire
La première mention écrite du village date de 1427.
La localité fut annexée par la Hongrie après le premier arbitrage de Vienne le 2 novembre 1938. En 1938, on comptait 201 habitants. Elle faisait partie du district de Rimavská Sobota (hongrois : Rimaszombati járás). Le nom de la localité avant la Seconde Guerre mondiale était Martinová/Mártonfala. Durant la période 1938 - 1945, le nom hongrois Nemesmartonfala était d'usage. À la libération, la commune a été réintégrée dans la Tchécoslovaquie reconstituée.

## Démographie

### Évolution de la population
| Année:               | 1994. | 2004.   | 2014.   | 2024.  |
| -------------------- | ----- | ------- | ------- | ------ |
| Nombre de personnes: | 198   | 197     | 200     | 205    |
| Différence:          |       | -0,50 % | +1,52 % | +2,5 % |

| Année:               | 2023. | 2024.   |
| -------------------- | ----- | ------- |
| Nombre de personnes: | 209   | 205     |
| Différence:          |       | -1,91 % |